# Botjärnen, Värmland
Botjärnen är en sjö i Karlskoga kommun och Storfors kommun i Värmland och ingår i Göta älvs huvudavrinningsområde. Sjön har en area på 0,122 kvadratkilometer och ligger 129,2 meter över havet.

## Delavrinningsområde
Botjärnen ingår i det delavrinningsområde (658519-141864) som SMHI kallar för Utloppet av Alkvettern. Medelhöjden är 136 meter över havet och ytan är 78,35 kvadratkilometer. Räknas de 128 avrinningsområdena uppströms in blir den ackumulerade arean 1 465,33 kvadratkilometer. Timsälven (Nordmarksälven) som avvattnar avrinningsområdet har biflödesordning 3, vilket innebär att vattnet flödar genom totalt 3 vattendrag innan det når havet efter 299 kilometer. Avrinningsområdet består mestadels av skog (54 procent). Avrinningsområdet har 17,43 kvadratkilometer vattenytor vilket ger det en sjöprocent på 22,2 procent.